# Skibstrup
Skibstrup est un village côtier situé entre Helsingør et Hornbæk, en Zélande du Nord, au Danemark. 
Le village d'origine a fusionné avec Hellebæk-Ålsgårde à l'est. Il est délimité à l'ouest par Hornbæk Plantage.

## Histoire
La première référence connue à Skibstrup date de 1519. 
En 1681, Skibstrup compte sept métairies et deux maisons sans terre. Ces sept fermes restent dans le village à la suite des réformes agraires des années 1780. Elles s'appelaient Skellebæk, Gørlunde, Tranager, Rosendal, Skadenborg (aujourd'hui Viehøjgaard), Hagenberg et Aldersborg. Elles sont toutes vendues en 1797, mais seule Rosendal est déplacée hors du village.
Lorsque le chemin de fer d'Hornbæk ouvre en 1906, Skobstrup commence à se développer, d'abord le long de la côte du Kattegat, puis à l'intérieur des terres. 

## Personnalité
- Carl Johannes With (1877-1923), médecin et arachnologue, y est mort.